# Liste der Kulturdenkmäler in Bogel
In der Liste der Kulturdenkmäler in Bogel sind alle Kulturdenkmäler der rheinland-pfälzischen Ortsgemeinde Bogel aufgeführt. Grundlage ist die Denkmalliste des Landes Rheinland-Pfalz (Stand: 8. Dezember 2023).

## Einzeldenkmäler
| Bezeichnung | Lage                  | Baujahr                  | Beschreibung | Bild |
| ----------- | --------------------- | ------------------------ | --- | ---- |
| Wohnhaus    | Brunnenstraße 2 Lage  | 17. oder 18. Jahrhundert | Fachwerkhaus, verputzt, wohl aus dem 17. oder 18. Jahrhundert                                                        | BW   |
| Wohnhaus    | Brunnenstraße 11 Lage | 17. oder 18. Jahrhundert | Fachwerkhaus mit Laubenvorbau, verschiefert und verkleidet, wohl aus dem 17. oder 18. Jahrhundert, Kniestock um 1900 | BW   |
| Wohnhaus    | Ortsstraße 10 Lage    | 18. Jahrhundert          | Fachwerkhaus, verputzt, Krüppelwalmdach, wohl aus dem 18. Jahrhundert                                                | BW   |
| Wohnhaus    | Ortsstraße 13 Lage    | 17. oder 18. Jahrhundert | Fachwerkhaus, teilweise massiv, verputzt, Krüppelwalmdach, wohl aus dem 17. oder 18. Jahrhundert                     | BW   |
| Wohnhaus    | Ortsstraße 17 Lage    | 17. oder 18. Jahrhundert | Fachwerkhaus, verputzt, wohl aus dem 17. oder 18. Jahrhundert                                                        | BW   |